# Audio en línea
El audio en línea es un servicio muy utilizado y expandido en la actualidad, que se basa a grandes rasgos en el acceso de materiales de audio a través de la red Internet. Su popularidad está debida a la inmensa cantidad y variedad de sitios donde uno puede obtener o publicar música, y por supuesto a la facilidad de este proceso.
Este servicio fue popularizado en un principio con la existencia de Napster, un servicio donde se compartían archivos. Pero desde luego las canciones o álbumes de temas que se intercambiaban eran de grupos o cantantes que se veían perjudicados por la disminución de las ventas de sus 'CD' debido a que éstos se podían bajar directamente desde la red en forma gratuita, pero esto se está regularizando de a poco, claro que no sin mencionar la tecnología P2P. 
De la variedad de sitios que se pueden encontrar, algunos son gratuitos, o sea, los contenidos que se pueden bajan están publicados para que los visitantes puedan acceder a ellos sin la necesidad de pagar nada; y otros donde se deberá pagar una cierta cantidad de dinero para obtener la música que se está buscado (por supuesto que en este último tipo de lugares son donde principalmente se encuentran canciones o vídeo clips de músicos reconocidos, a comparación de los sitios del tipo anterior donde generalmente son bandas o compositores más bien sin mucho estatus). Dos ejemplos serían Besonic (gratuito) y Itunes (pago).
- Datos: Q5413965